# Ассоциация женщин в области вычислительной техники
Ассоциация женщин в области вычислительной техники (англ. Association for Women in Computing, AWC) — американская профессиональная организация, объединяющая женщин, работающих в области вычислительной техники. Она была основана в 1978 году в Вашингтоне и является членом Института сертификации специалистов по вычислительной технике (ICCP).
Декларируемой целью является предоставить женщинам дополнительные возможности для профессионального роста в области вычислительной техники посредством сетей, непрерывного образования и наставничества.. Для этого организация повышает осведомлённость о проблемах, с которыми сталкиваются женщины в компьютерной индустрии, способствует профессиональному развитию и продвижению женщин в области вычислительной техники и поощряет женщин к карьере в области компьютерных наук. AWC является американской национальной некоммерческой профессиональной организацией для женщин и мужчин, интересующихся информационными технологиями.. Также AWC регулярно присуждает премию Ады Лавлейс специалистам, которые совершили выдающиеся научно-технические достижения, либо за результаты, способствовавшие вкладу женщин в области вычислительной техники.
Основана в 1978 году как некоммерческая организация, первоначально называвшаяся «Национальная ассоциация женщин в вычислительной технике» (National Association for Women in Computing).
Подразделение в университете Пьюджет-Саунда было основано зимой 1979 года Доннафэй Кэрролл Фингер и Дайан Хелсиг. В декабре того же года открыто подразделение в Миннеаполисе — Сент-Поле. По состоянию на 2020-е годы подразделения ассоциации также действуют в Университете Монтаны, в Нью-Джерси, Сиэтле.